# Drei Schwestern (Drama)

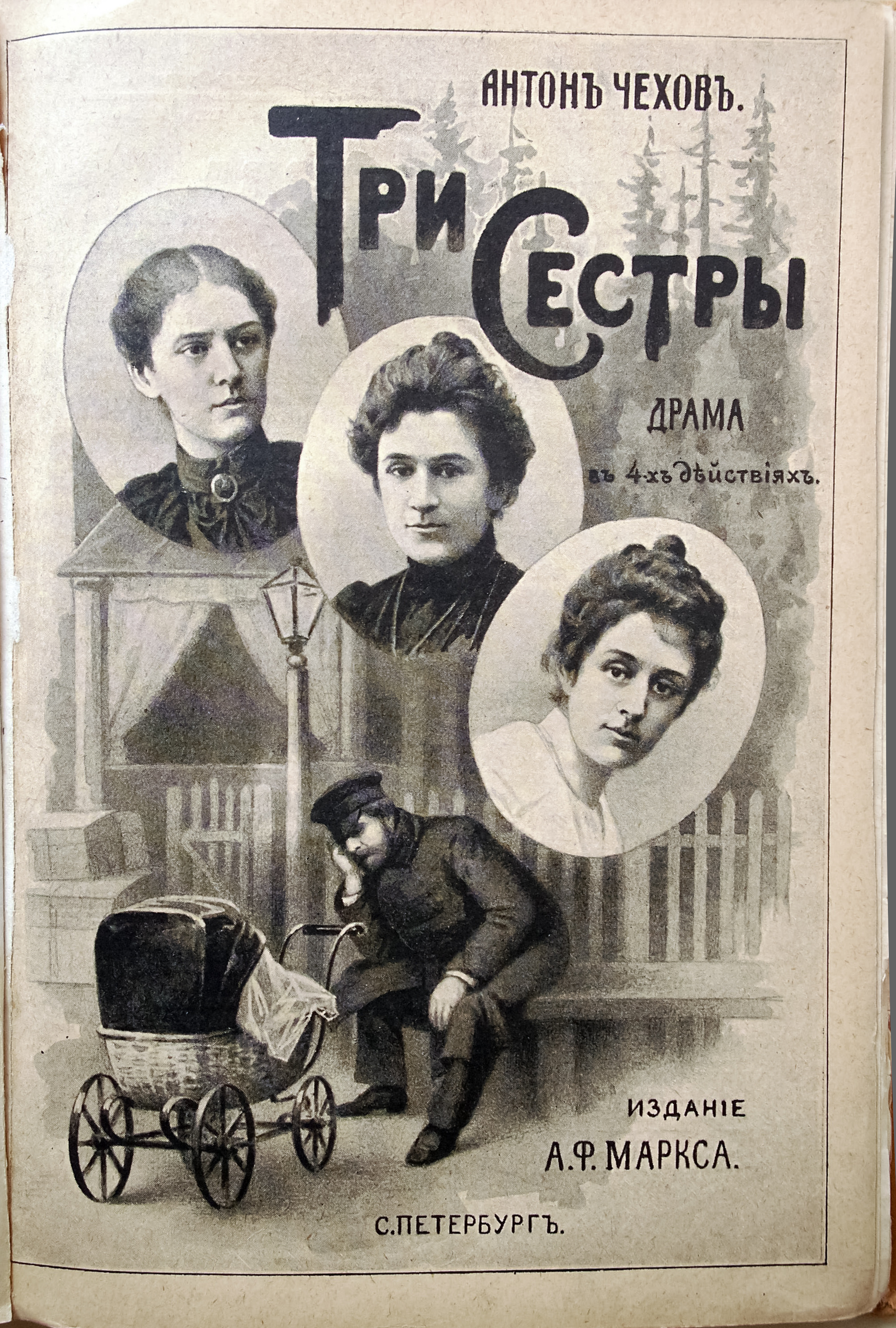
Olga (Sawizkaja), Mascha (Knipper), Irina (Andrejewa), Moskau 1901

Drei Schwestern (russisch Три сестры) ist ein am 31. Januar 1901 am Moskauer Künstlertheater uraufgeführtes Drama von Anton Tschechow. Regie führte Konstantin Stanislawski, der führende russische Regisseur dieser Zeit. Die Rolle der Mascha spielte in der Uraufführung Tschechows spätere Frau, die Schauspielerin Olga Knipper.

## Inhalt
1. Akt: Der erste Akt spielt am Namenstag der jüngsten Schwester, Irina (20 Jahre alt). Etliche Offiziere sind gekommen, um zu gratulieren. Seit elf Jahren leben Irina, Mascha, Olga und ihr Bruder Andrej Prosorow in der provinziellen Gouvernementsstadt. Wegen ihres Vaters, eines Brigadegenerals, waren sie einst hierher verschlagen worden. Doch der Vater ist seit einem Jahr tot. Die Sehnsucht, bald nach Moskau zurückzukehren, woher sie stammen, bewegt besonders Irina. „Nach Moskau!“ ist für sie zu einer Art Mantra der Hoffnung geworden. Sie sehnt sich nach der großen Liebe und nach einem erfüllten Leben durch Arbeit. Mascha, die mittlere der Schwestern (24 Jahre alt), hat mit 18 Jahren ihren ehemaligen Lehrer Fjodor Iljitsch Kulygin geheiratet, den sie bewunderte. Mittlerweile ist sie vollkommen desillusioniert und hält ihn für einen geschwätzigen Besserwisser. Olga, die Älteste (28 Jahre alt), arbeitet im Schuldienst, sehnt sich aber nach einem ruhigen Dasein als Hausfrau. Der Bruder Andrej strebt eine Karriere als Professor an einer Moskauer Universität an. Er verliebt sich in Natascha, ein kleinbürgerliches Mädchen, das von den Schwestern mit Geringschätzung und Ironie behandelt wird.
2. Akt: Etwa ein Jahr ist vergangen. Andrej hat Natascha geheiratet. Bobik, das erste Kind, ist geboren. Irina hat eine Arbeit auf dem Telegrafenamt angenommen, die sie jedoch nicht glücklich macht. Sowohl der junge Baron Tusenbach als auch der Offizier Soljony sind in sie verliebt. Irina erwidert weder die Gefühle des einen noch die des anderen. Mascha beginnt eine Affäre mit dem verheirateten Offizier Werschinin. Andrej begräbt seinen Traum von der Universitätskarriere. Stattdessen übt er eine subalterne Tätigkeit in der Landverwaltung aus und verspielt aus Langeweile das gemeinsame Erbe der Geschwister. Natascha erobert sich immer mehr Macht über das Haus und drängt die Geschwister zunehmend an den Rand. Vermutlich beginnt sie eine Affäre mit dem Vorgesetzten Andrejs.
3. Akt: Wiederum ist etwa ein Jahr vergangen. Ein Brand schreckt die Stadt auf. Sophie, das zweite Kind Nataschas und Andrejs, ist geboren. Natascha spitzt den Konflikt mit Olga zu und drängt sie aus dem Haus. Mascha eröffnet ihren Schwestern, dass sie Werschinin liebt. Olga, die sich auch Hoffnungen auf Werschinin gemacht hat, weist das Geständnis brüsk zurück. Wegen seiner enormen Spielschulden hat Andrej – ohne die Schwestern zu fragen – eine Hypothek auf das Haus aufgenommen. Irina begreift, dass sie nie nach Moskau zurückkehren werden.
4. Akt: Die Batterie wird aus der Stadt abgezogen. Irina hat sich entschlossen, Tusenbach zu heiraten, obwohl sie ihn nicht liebt. Sie hat eine Ausbildung zur Lehrerin absolviert. Sie wollen gemeinsam weggehen. Am Vortag hat der eifersüchtige Soljony Tusenbach provoziert und zum Duell gefordert. Werschinin verabschiedet sich von der verzweifelten Mascha. Kulygin, ihr Mann, liebt sie dennoch und will die Ehe fortsetzen, als sei nichts gewesen. Andrej hat jeden Ehrgeiz aufgegeben und wird mit Natascha, die das Haus nun vollkommen beherrscht, weiterleben. Olga ist Schuldirektorin geworden. Tusenbach wird im Duell von Soljony getötet. Irina entschließt sich, trotzdem fortzugehen und ihre Arbeit als Lehrerin aufzunehmen.

## Dramaturgie
Tschechow führt in Drei Schwestern formale Elemente ein, die zur Entstehungszeit des Dramas neuartig und ungewöhnlich waren: So gibt es keinen Handlungsschwerpunkt, sondern eine Reihe sich kreuzender Nebenhandlungen. Das Stück weist auch keine zentrale „Heldenfigur“ auf, sondern eher eine Ansammlung gleichwertiger „Nicht-Helden“.  Eine Besonderheit des Stückes ist auch das diffizile Beziehungsgeflecht zwischen anwesenden und abwesenden Figuren: so ist der seit einem Jahr tote Vater äußerst bedeutsam für die gegenwärtige Situation der Geschwister. Ebenso Protopopow, der Vorsitzende der Landverwaltung, der im Stück nicht auftritt: zunächst gilt er als der zukünftige Ehemann Nataschas, dann ist er der Vorgesetzte Andrejs, später wird er überdies zu Andrejs Nebenbuhler, da er vermutlich ein Verhältnis mit Natascha hat.
Tschechow entwickelt eine Dialogtechnik, die am Beginn des 20. Jahrhunderts nahezu revolutionär war: Anstelle eines die Handlung voran treibenden Dialogs führen die Gespräche der Figuren häufig „nirgendwo hin“. Die für das Stück typische Dialogsituation besteht aus mehreren Monologen, die sich überschneiden. Das erzeugt den Eindruck des Aneinander-vorbei-Redens. Auch bei der Nutzung des Raums ergeben sich Besonderheiten: Die Handlung entwickelt sich zur Breite und zur Fläche hin. Statt eines Fluchtpunkts gibt es „Aktionsinseln“.
Das Stück hat keinen Handlungsbogen im aristotelischen Sinne, der mit Spannung aufgebaut werden könnte, also auch keine Peripetie. Der zeitliche Rahmen erscheint gedehnt; er erstreckt sich insgesamt über drei Jahre hinweg. Das Element der Zeit wird jedoch nicht zur Spannungserzeugung eingesetzt, sondern es ist selbst ein Thema des Stücks. Die Zeit verfließt – sie ist kein Gestaltungsraum für menschliche Tätigkeit, für Handeln und für Konflikte. Nahezu alle Veränderungen dringen von außen in das Leben der Figuren ein: so zerstört im dritten Akt ein Brand die halbe Stadt, im letzten Akt wird die Brigade verlegt usw. Tschechows Figuren verändern mit ihrem Handeln nicht mehr die Welt, sondern die Welt dreht sich unabhängig von ihnen weiter. Tschechow wird deshalb gemeinhin als ein Vorläufer des irischen Dramatikers Samuel Beckett angesehen. Beckett vollendete in seinen Dramen („Warten auf Godot'“, „Endspiel“), was bei Tschechow als dramaturgisches Experiment begann: Stücke ohne nennenswerte Handlung und ohne zentralen Konflikt zu schreiben und Dialoge nicht aktional – das heißt als „Sprechakt“ – zu behandeln, sondern als (häufig folgenloses) Reden um des Redens willen. Tschechow löst damit die klassische aristotelische Dramenstruktur auf und entwickelt stattdessen ein Modell, in dem der Mensch der Moderne nicht mehr als handlungsmächtiges Individuum beschrieben wird, das gestaltend auf die Welt einwirken könnte.
Diese Handlungsohnmacht korrespondiert mit der Unlust der Figuren, in der Gegenwart zu leben. Die Erinnerung an die Vergangenheit im fernen Moskau beziehungsweise das Philosophieren über das Leben in einer fernen Zukunft beherrschen ihr Denken und Fühlen. Für das Drama – das im Gegensatz zur Epik die literarische Gattung ist, die von der Vergegenwärtigung des Geschehens lebt – ist dies nahezu paradox.

## Interpretation
Wie alle Tschechow-Stücke entzieht sich „Drei Schwestern“ einer eindimensionalen Interpretation. Obwohl das Werk geradezu kammermusikalisch durchstrukturiert ist, erlauben die Komplexität der angesprochenen Themen und die Genauigkeit der Figurenporträts vielfältige Akzentuierungen und Deutungen. Die im Folgenden beschriebenen Aspekte sind deshalb lediglich Ansätze zur Interpretation. Tschechow selbst hat sich immer geweigert, sein Stück zu erläutern. Wenn er gefragt wurde, was er mit einer bestimmten Stelle „gemeint“ habe, antwortete er stets, das stehe doch alles im Text.
Man kann Tschechows Drama in gewisser Weise als „Endzeitstück“ verstehen. Die Geschichte der Geschwister Prosorow, die von einem besseren Leben träumen, aber nicht in der Lage sind, sich aus der Atmosphäre müder Antriebslosigkeit herauszureißen, steht paradigmatisch für den Zustand der russischen Intelligenzija am Anbruch des neuen Jahrhunderts. Obwohl die Geschwister gebildet und mit vielen Talenten ausgestattet sind, verharren sie in einem unproduktiven Warte-Zustand und klagen darüber, dass ihre vielfältigen Begabungen für sie nur "Ballast" seien. Irina setzt sich im 1. Akt kritisch mit dieser Lebensweise auseinander und beschließt, arbeiten zu gehen. Doch die ersehnte Befriedigung stellt sich nicht ein. Irina wie auch Olga empfinden ihre Tätigkeit nur als auszehrend und ermüdend.
Die einst produktiven Konzepte des Bürgertums scheinen an einen Endpunkt gekommen zu sein: sie können dem Menschen keine Ziele mehr setzen und keine Bestimmung geben. „Fortschritt, Aufklärung, Wissenschaft, Arbeit, Wohlsein der Menschheit, allgemeiner Nutzen, soziale Gerechtigkeit, Humanität - die ganze Rhetorik, mit der die tschechowschen Helden, deren Kinder- und Jugendjahre in die Zeit der liberalen Reformen und der Entwicklung von linksradikalen Bewegungen in Russland fallen, groß geworden sind, taugt nichts mehr.“ Die Versatzstücke der großen Ideologien dienen Figuren wie Werschinin und Tusenbach nur noch zum folgenlosen Schwadronieren.
Tschechow zeichnet in den Figuren des Stückes ein Porträt seiner eigenen Gesellschaftsschicht, die er für unfähig hält, der gesellschaftlichen Entwicklung noch Impulse zu verleihen. „Das Feuer, das im dritten Akt die halbe Stadt vernichtet, ist ein Vorschein der Revolutionen, in denen diese Schicht endgültig untergehen wird. Die Zukunft gehört Menschen wie Natascha – der pragmatischen Schwägerin der drei Schwestern, die ohne Skrupel allein nach Nützlichkeit und Effizienz fragt. Andrej und die Schwestern sind passive Zuschauer in einem Theater, das die Geschichte ihres Untergangs spielt.“

## Entstehungsgeschichte
Anton Tschechow schrieb „Drei Schwestern“ in Jalta auf der Halbinsel Krim. Dorthin musste er sich 1898 wegen seiner Tuberkulose-Erkrankung zurückziehen. Tschechow fühlte sich abgeschnitten vom Kunstleben der Metropolen und versuchte die Verbindung – vor allem zu seiner späteren (ab Mai 1901) Frau Olga Knipper – durch regen Briefwechsel aufrechtzuerhalten. In diesen Briefen ist der Entstehungsprozess der Drei Schwestern dokumentiert.
Im November 1899 schreibt er in einem Brief an den Regisseur und Mitbegründer des Künstlertheaters Wladimir Iwanowitsch Nemirowitsch-Dantschenko erstmals, dass er ein Sujet für ein neues Stück habe. Er nennt auch bereits den Titel Drei Schwestern. An Olga Knipper schreibt er am 10. August 1900: „Das Stück ist angefangen, wie mir scheint, ist der Anfang ganz gut, aber er lässt mich auf einmal kalt, er ist mir zu banal – und jetzt weiß ich nicht, was ich tun soll.“ Tschechows Zweifel, ob das Sujet und die Schreibweise spannend genug für ein Drama sein würden, durchziehen den Briefwechsel der folgenden Wochen. Am 5. September schreibt er an Olga Knipper: „[…] ich fürchte, es wird unklar oder blass, und deshalb wäre es meiner Meinung nach besser, es auf nächste Saison zu verschieben.“ Am 13. November 1900 meldet er jedoch: „Die Drei Schwestern sind bereits fertig, aber das Stück ist langweilig geworden, zäh, unangenehm; ich sage - unangenehm, denn es hat zum Beispiel vier Heldinnen […]. Das Stück ist kompliziert wie ein Roman, und die Stimmung, angeblich, mörderisch.“ Bei den ersten Proben im Moskauer Künstlertheater ist er anwesend. Dann lässt er sich von Olga Knipper brieflich über den Fortgang der Proben informieren. Seine Befürchtung, das Stück könne beim Publikum und bei der Kritik nicht erfolgreich sein, wächst. Die Nervosität veranlasst ihn, kreuz und quer durch Europa zu reisen: von Nizza nach Algier, von dort nach Italien. Nur halb scherzhaft schreibt er am 20. Januar aus Nizza an Olga Knipper: „Wenn das Stück durchfällt, dann fahre ich nach Monte Carlo und verspiele dort Kopf und Kragen.“ Die Nachricht von der erfolgreichen Uraufführung erreicht ihn per Telegramm.

## Rezeptions- und Aufführungsgeschichte
Tschechows späte Dramen, zu denen auch Drei Schwestern gehört, wurden am Moskauer Künstlertheater in der Regie von Konstantin Stanislawski uraufgeführt. Stanislawski war nicht nur ein bedeutender Regisseur jener Zeit – er reformierte auch die Schauspielkunst. Statt Deklamation und effektvollem Star-Theater führte er eine streng realistisch-psychologische Spielweise ein, die auf der Einfühlung des Schauspielers in die Figur beruhte und auf Wahrhaftigkeit des Ausdrucks zielte. Entsprechend waren die Bühnenbilder realistisch ausdeklinierte Lebensräume der Figuren. Stanislawski machte Tschechows Stücke international bekannt. Das westeuropäische Publikum wurde auf den Dramatiker überhaupt erst durch die Gastspielreisen des Künstlertheaters aufmerksam.
Dennoch war Stanislawskis Rolle für die Rezeption Tschechows zwiespältig. In gewisser Weise beruhten seine Interpretationen auf einem Missverständnis: Stanislawski inszenierte die Stücke als melancholische „Stimmungsdramen“. Die Figuren wurden auf diese Weise zu Opfern nicht näher definierter gesellschaftlicher Umstände und boten dem bürgerlichen Publikum Projektionsflächen für rückwärts gewandte Sehnsüchte. Es ist überliefert, dass das Publikum in Stanislawskis Inszenierung der Drei Schwestern in jeder Aufführung Tränen vergoss – sehr zum Ärger Tschechows. Er äußerte sich gegenüber Alexander Tichonow folgendermaßen: "Sie sagen, Sie hätten über meine Theaterstücke geweint. Sie sind nicht der einzige. Dazu habe ich sie aber nicht geschrieben. Stanislawski war es, der sie so rührselig gemacht hat. Ich wollte etwas ganz anderes. Ich wollte einfach und ehrlich sagen: schaut euch an, seht doch, wie schlecht und langweilig ihr euer Leben führt!" Das heißt, es ging Tschechow um einen mitleidlosen Blick auf die eigene Klasse – nicht um Sentimentalität und rückwärts gewandte Sehnsüchte nach einer vermeintlich intakten alten Zeit.
Stanislawski erkannte die modernen Züge in Tschechows Dramen nicht – oder aber er konnte als Regisseur damit nichts anfangen: die Brüche zwischen Komik und Tragik, die zum Teil surrealen und grotesken Momente, jene Figuren, die an Shakespearesche Narren erinnern und eine „Perspektive von unten“ einbringen (in den Drei Schwestern sind dies die Kinderfrau Anfissa und der stocktaube Ferapont) und andere Elemente. Der Tschechow-Übersetzer Thomas Brasch berichtet, Stanislawski habe Tschechow vor der Uraufführung des Kirschgartens regelrecht gezwungen, eine solche groteske Szene zu streichen, weil er keinen Zugang dazu hatte. Insofern ist es tragikomisch, dass Tschechows Stücke durch einen Regisseur weltweit bekannt wurden, der seine Absichten und seine Modernität im Grunde nicht vollständig erkannte.
Tschechow kämpfte zu Lebzeiten vergeblich gegen die Sentimentalisierung seiner Stücke an. So betonte er stets, seine Stücke seien Komödien – oder zumindest Tragikomödien. Stanislawskis enger Mitarbeiter Nemirowitsch-Dantschenko berichtet von der Leseprobe zu Drei Schwestern: „Im Theater wurde das Stück in Tschechows Gegenwart vorgelesen. Er kämpfte gegen seine Verlegenheit und wiederholte etliche Male: 'Ich habe doch ein heiteres Stück geschrieben.'“
Noch Peter Steins berühmt gewordene Inszenierung der Drei Schwestern von 1984 an der Schaubühne am Lehniner Platz knüpfte an diese Aufführungstradition an und verlängerte damit im Grunde die einseitige Rezeption der Tschechowschen Texte in Deutschland. In den letzten Jahren hingegen gab es etliche gelungene Inszenierungen, die mit dem „Tschechow-Klischee“ Schluss machten, das Stück als Tragikomödie auffassten und seine absurden und grotesken Momente nicht unterschlugen (so etwa die bildstarke Inszenierung von Andreas Kriegenburg an den Münchner Kammerspielen 2006 oder die Aufführung von Markus Dietz am Hessischen Staatstheater Wiesbaden 2012).
Einen wesentlichen Anteil an dieser neuen Sicht auf Tschechows Stücke haben auch die Übersetzer. Thomas Brasch beschreibt, dass in früheren Jahrzehnten Tschechow häufig im Duktus zu weich übersetzt wurde. Es sollte ein gewisses Klischee von „russischer Seele“ und „russischer Schwermut“ bedient werden, das beim Publikum beliebt war. Dabei wurden aber die Schärfe und die gelegentlichen „kalten intellektuellen Beitöne“ (Brasch) in Tschechows Stücken unterschlagen. Die neueren Übersetzungen (Brasch, Zemme, Clemen, Schanelec, Ruge) arbeiten den Realismus der Tschechowschen Sprache und die oft überraschende Direktheit der Dialoge bis hin zur verbalen Attacke klar heraus.

## Zitate (Auswahl)
„Wir beschreiben das Leben, so wie es ist, und weiter weder piep noch pup … Wir haben weder Nah- noch Fernziele, unser Herz ist wie leergefegt. Wir haben keine Politik, an die Revolution glauben wir nicht, wir haben keinen Gott, haben keine Angst vor Gespenstern, ich persönlich habe nicht einmal Angst vor dem Tod oder dem Erblinden.“

„Etwas Riesenhaftes rollt auf uns zu, etwas Ungeheuerliches, ein mächtiger Sturm wird unserer Gesellschaft die Trägheit aus den Knochen schütteln und sie aus allen Fugen krachen lassen.“

## Inszenierungen (Auswahl)
- 1977: Akademietheater Wien, mit: Elisabeth Orth, Gertraud Jesserer, Kurt Sowinetz, Klausjürgen Wussow uva. Regie: Otto Schenk, Übers.: Ilse Schneyder
- 1979: Maxim-Gorki-Theater Berlin, Regie: Thomas Langhoff
- 1984: Schaubühne am Lehniner Platz Berlin, Regie: Peter Stein, Übers.: Gudrun Düwel
- 1991: Theater an der Ruhr Mülheim, Regie: Roberto Ciulli
- 1993/94: Théâtre National de Bretagne Rennes (Frankreich), Regie: Matthias Langhoff
- 1997: Volksbühne am Rosa-Luxemburg-Platz Berlin, Regie: Christoph Marthaler, Übers.: Peter Urban
- 2003: Deutsches Theater Berlin, Regie: Michael Thalheimer, Übers.: Gudrun Düwel
- 2006: Schaubühne am Lehniner Platz, Regie: Falk Richter, Neufassung von Falk Richter nach der Übersetzung von Ulrike Zemme
- 2006: Münchner Kammerspiele, Regie: Andreas Kriegenburg
- 2009: Schauspiel Frankfurt, Regie: Karin Henkel, nach der Übersetzung von Ulrike Zemme
- 2011: Theater in der Josefstadt, Regie: Torsten Fischer
- 2012: Hessisches Staatstheater Wiesbaden, Regie: Markus Dietz
- 2014: Schauspielhaus Zürich, Regie: Barbara Frey, Übers.: Werner Buhss
- 2015: Residenztheater München, Regie: Tina Lanik
- 2015: Staatstheater Karlsruhe, Regie: Anna Bergmann
- 2015: Berliner Ensemble, Regie: Leander Haußmann
- 2016/17: Theater Basel (2019: Residenztheater München), Regie: Simon Stone
- 2018/19 Volksbühne am Rosa-Luxemburg-Platz Berlin, als Adaption "Drei Milliarden Schwestern",  Regie: Bonn Park
- 2020: Staatstheater Darmstadt, als Audio-Theater-Spaziergang "Sisterhood"

## Verfilmungen
- 1984: Drei Schwestern

## Übersetzungen ins Deutsche (Auswahl)
- Thomas Brasch, Insel Verlag Frankfurt am Main 1985 / Suhrkamp Theater
- Werner Buhss, Henschel Theaterverlag
- Andrea Clemen, S. Fischer Theaterverlag 1995
- Sigismund von Radecki, Diogenes 1968 / Thomas Sessler Verlag
- Eugen Ruge, Merlin Verlag
- Angela Schanelec, S. Fischer Theaterverlag 2008
- Ilse Schneyder, Thomas Sessler Verlag
- Peter Urban, Diogenes 1974
- Ulrike Zemme, Rowohlt Theaterverlag 1994

## Textausgaben (Auswahl)
- Anton Čechov: Drei Schwestern: Drama in vier Akten (Originaltitel: Tri sestry. Übersetzt und herausgegeben von Peter Urban), Diogenes, Zürich 1999, ISBN 3-257-20103-6.
- Anton Tschechow: Drei Schwestern und andere Dramen: Die Möwe / Onkel Wanja / Der Kirschgarten (Übersetzt von Andrea Clemen). 5. Auflage, Fischer-Taschenbuch 12925, Frankfurt am Main 2008, ISBN 978-3-596-12925-6
- Anton Tschechow: Die großen Dramen [enthält: Platonow oder Der Anarchist als Liebhaber; Iwanow; Die Möwe; Onkel Wanja; Die drei Schwestern; Der Kirschgarten] (Übersetzt von Thomas Brasch), 2. Auflage, Insel Taschenbuch 2989, Frankfurt am Main / Leipzig 2003, ISBN 978-3-458-34689-0
- Bodo Zelinsky: Tschechows Dramen [Die Möwe, Onkel Wanja, Drei Schwestern, Der Kirschgarten]. In: Reclams Universal-Bibliothek Nr. 17523, Interpretationen. Reclam, Stuttgart 2003, ISBN 978-3-15-017523-1